# Balat
|  | Per a altres significats, vegeu «Balat (desambiguació)». |

Balat és una petita vila de Turquia propera al lloc de l'antiga Milet, en l'actual Província d'Aydın, districte de Didim. La seva població el 1945 era de 700 habitants i actualment, segons el cens de 2022 arriba als 11.656 habitants.
Vers el 1299 va ser ocupada pel beg de Mentese que mercès a la seva situació favorable a la desembocadura del Meandre (Menderes) la va utilitzar com a punt de sortida de les expedicions corsàries a la mar Egea. El 1335 els venecians hi van obtenir facilitats comercials i un consolat. El 1390 els otomans van ocupar les possessions costaneres de Mentese, i van renovar els privilegis als venecians. Van perdre la zona el 1402 després de la derrota davant Tamerlà, i va retornar a Mentese. El 1415 l'emirat tornava a ser feu dels otomans i va ser annexionat (ara definitivament) el 1426. Des de llavors va començar la decadència accentuada per les febres que es desenvolupaven al lloc degut al clima i per l'encaix progressiu del riu (modernament ha quedar a uns 9 km de la mar).